# Ben Jacobson
Ben Jacobson (* 16. September 1983 in Sioux City, Iowa) ist ein US-amerikanischer Basketballspieler, der als Profi insbesondere in der deutschen Basketball-Bundesliga aktiv war. Sein bislang größter Erfolg war der Gewinn der EuroChallenge 2010 mit der BG Göttingen. Nach einem Jahr kehrte Jacobson in die BBL zurück und spielte bis 2014 drei Jahre lang für die s.Oliver Baskets aus Würzburg.

## Karriere
Während seines Studiums spielte Jacobson für das Hochschulteam Panthers der University of Northern Iowa. Zwischen 2004 und 2006 konnten sich die Panthers dreimal in Folge und erstmals nach 1990 wieder für das NCAA-Division-I-Basketball-Championship-Turnier qualifizieren, wo sie jedoch jeweils in der ersten Runde ausschieden. Jacobson gehörte zu den Leistungsträgern seines Teams und markierte in den vier Spielzeiten insgesamt 1787 Punkte und steht damit an dritter Stelle der besten Korbjäger aller Zeiten der Panthers, wobei er die meisten erfolgreichen 3-Punkt-Würfe erzielen konnte. In seinem Senior-Jahr wurde er zum MVP der Missouri Valley Conference gewählt. Er ist nicht zu verwechseln mit seinem Namensvetter (* 1970), der zu dieser Zeit Assistenztrainer der Panthers war und seit 2007 Cheftrainer dieser Collegemannschaft.
Jacobson machte sich nach dem Ende seines Studiums Hoffnungen auf eine Profikarriere in der NBA, die sich unter anderem durch Bandscheibenprobleme zerschlugen. Nach einer Operation 2006 wechselte er nach Europa und spielte ab Januar 2007 in Ehingen in der deutschen 2. Basketball-Bundesliga. Nach dem Saisonende in Deutschland war er noch kurzfristig in der zweiten französischen Liga LNB Pro B in Brest aktiv. Zur Saison 2007/08 hoffte Jacobson auf einen Vertrag in einer ersten europäischen Liga, musste aber schließlich mit einem Engagement ab Dezember 2007 in der neugegründeten Pro A vorliebnehmen, welche die 2. BBL ab 2007 ersetzte. Beim MBC in Weißenfels war er aber nur für vier Wochen aktiv, bevor er dann doch im Februar 2008 beim damaligen Aufsteiger BG Göttingen in der ersten Basketball-Bundesliga einen Vertrag bekam. Ab der Beginn der folgenden Saison 2008/09 spielte er zudem bei der BG mit seinem langjährigen College-Mannschaftskameraden John Little zusammen. Größter Erfolg war 2010 der Gewinn der EuroChallenge, welcher beim Final-Four-Endturnier in Göttingen errungen wurde. Während Little seinen Vertrag danach verlängerte, wechselte Jacobson zum griechischen Erstligaaufsteiger Irakos Esperos in Kallithea bei Athen. Zum Jahreswechsel kehrte Jacobson nach Frankreich in die LNB Pro B zurück und war für Basket Dordogne aus Boulazac aktiv. Sein ehemaliger Göttinger Trainer John Patrick wechselte zur Saison 2011/12 zum BBL-Aufsteiger s.Oliver Baskets und verpflichtete neben John Little auch Jacobson, so dass beide erneut zusammenspielten. Nach der Play-off-Qualifikation im Aufstiegsjahr, in der man das Halbfinale um die deutsche Meisterschaft erreichte, verpasste man ohne Trainer Patrick in der folgenden Saison 2012/13 auf dem neunten Platz knapp die Qualifikation für die Play-offs. In der Saison 2013/14 verpasste man nach Punktabzügen wegen Lizenzverstößen gar den Klassenerhalt, worauf Jacobsons Vertrag nicht verlängert wurde.